# François-Louis-Joseph Watteau
François-Louis-Joseph Watteau dito Watteau de Lille (Lille, 18 de agosto de 1758 - Lille, 1 de dezembro de 1823), sobrinho-neto de Jean-Antoine Watteau, pintor das festas galantes, foi um pintor francês. O seu pai foi Louis Joseph Watteau, (1731-1798), também pintor, e o seu avô foi Noël Joseph Watteau (1689-1756), irmão de Jean-Antoine Watteau. 
Entre as suas obras contam-se
- La Procession de Lille en 1789, óleo sobre tela, Museu do Hospício Comtesse, Lille
- 1799, Le siège de Beauvais en 1472, óleo sobre tela, Museu de Belas-Artes de Valenciennes
- c. 1803, La Fête du Broquelet, óleo sobre tela, Museu do Hospício Comtesse, Lille